# جمعیت علمای هند
جمعیت علمای هند (به اردو: جمعیۃ علماءِ ہند) یکی از سازمان‌های برجسته علمای اسلامی است که به مکتب دیوبندی در هند تعلق دارد. این سازمان در نوامبر ۱۹۱۹ توسط گروهی از علمای مسلمان شامل عبدالباری فرنگی محلی، کفایت‌الله دهلوی، محمد ابراهیم میرسیالکوتی، ثناءالله امریتساری و محمداکرم خان تأسیس شد. 
جمعیت در جنبش خلافت نقش فعال داشت و در همکاری با کنگره ملی هند شرکت کرد. این سازمان همچنین با تقسیم هند مخالف بود و موضع ملی‌گرایی ترکیبی را اتخاذ کرد؛ به این معنا که مسلمانان و غیرمسلمانان یک ملت واحد تشکیل می‌دهند. در نتیجه، این سازمان در ۱۹۴۵ دچار انشعاب کوچکی شد که به نام جمعیت علمای اسلام شناخته می‌شود و تصمیم گرفت از حرکت تقسیم هند و ایجاد پاکستان حمایت کند.
قانون اساسی جمعیت توسط کفایت‌الله دهلوی تدوین شد. تا سال ۲۰۲۱، این سازمان در ایالات مختلف هند گسترش یافته و نهادها و شاخه‌هایی مانند اداره مباحث فقهی، مدرسه ملی آزاد جمعیت، وقف حلال جمعیت علمای هند، مؤسسه واحد حقوقی و باشگاه جوانان جمعیت را تأسیس کرده است. ارشد مدنی در فوریه ۲۰۰۶ جای‌گزین برادرش، اسد مدنی، به عنوان رئیس شد، اما این سازمان در مارس ۲۰۰۸ به دو گروه ارشد و محمود تقسیم شد. عثمان منصورپوری به عنوان رئیس گروه محمود انتخاب شد و تا زمان وفاتش در مه ۲۰۲۱ به این مسئولیت ادامه داد. محمود مدنی به عنوان رئیس موقت جایگزین او شد و سپس در ۱۸ سپتامبر ۲۰۲۱ به عنوان رئیس دائمی منصوب گردید. ارشد مدنی نیز به عنوان رئیس گروه ارشد فعالیت می‌کند.